# Patrick McGoohan
Patrick Joseph McGoohan (New York, 19 maart 1928 - Los Angeles, 13 januari 2009) was een Amerikaans film- en televisieacteur. Hij acteerde in o.a. Danger Man, The Prisoner, Braveheart en deed mee in verschillende afleveringen van de vermaarde serie Columbo, waarin hij viermaal de rol van moordenaar speelde, maar ook verschillende andere afleveringen produceerde, dan wel regisseerde.
Zijn laatste belangrijke rol was die van koning Eduard I van Engeland in Braveheart uit 1995 van en met Mel Gibson. Hij speelde ook de memorabele rol van gevangenisdirecteur in Escape from Alcatraz van Don Siegel.

## Filmografie (selectie)

### Cinema
- 1954 : The Dam Busters van Michael Anderson: bewaker bij de RAF
- 1957 : Hell Drivers van Cy Endfield: Red
- 1958 : The Gypsy and the Gentleman van Joseph Losey: Jess
- 1963 : Doctor Syn, alias the Scarecrow van James Neilson: Dr. Christopher Syn/The Scarecrow
- 1968 : Ice Station Zebra van John Sturges: David Jones
- 1970 : The Moonshine War van Richard Quine: Frank Long
- 1971 : Mary Stuart, Queen of Scots van Charles Jarrott: James Stuart
- 1976 : Silver Streak van Arthur Hiller: Roger Devereau
- 1979 : Escape from Alcatraz van Don Siegel: gevangenisdirecteur
- 1981 : Scanners van David Cronenberg: Dr. Paul Ruth
- 1983 : Trespasses van Peter Sharp: Fred Wells
- 1995 : Braveheart van en met Mel Gibson: King Edward
- 1996: A Time to Kill van Joel Schumacher: Rechter Omar Noose
- 2002 : Piratenplaneet van Ron Clements: Billy Bones (stem)

### Televisie
- Danger Man (1964-1967)
- The Prisoner (1967-1968)
- Columbo (1974-1998)
- Rafferty (1977)
- Jamaica Inn (1983)
- American Playhouse (1985)

- Biblioteca Nacional de España: XX1287782
- Bibliothèque nationale de France: cb12406184q (data)
- CiNii: DA13153809
- Gemeinsame Normdatei: 129581380
- International Standard Name Identifier: 0000 0001 0814 7945
- Library of Congress Control Number: n92036990
- MusicBrainz: a0df2c5b-ff02-4de8-a782-a60af305e5fa
- Nationale Bibliotheek van Tsjechië: pna2006327196
- Nationale bibliotheek van Australië: 36037720
- Nationale Bibliotheek van Israël: 987007446853705171
- Nationale Bibliotheek van Polen: a0000001647612
- Nederlandse Thesaurus van Auteursnamen: 074055135
- SNAC: w6029n0s
- Système universitaire de documentation: 03316777X
- Trove: 1196449
- Virtual International Authority File: 61634268
- WorldCat: E39PBJgHcdbHTRkRDkX4PRYwYP